# Зона високого тиску

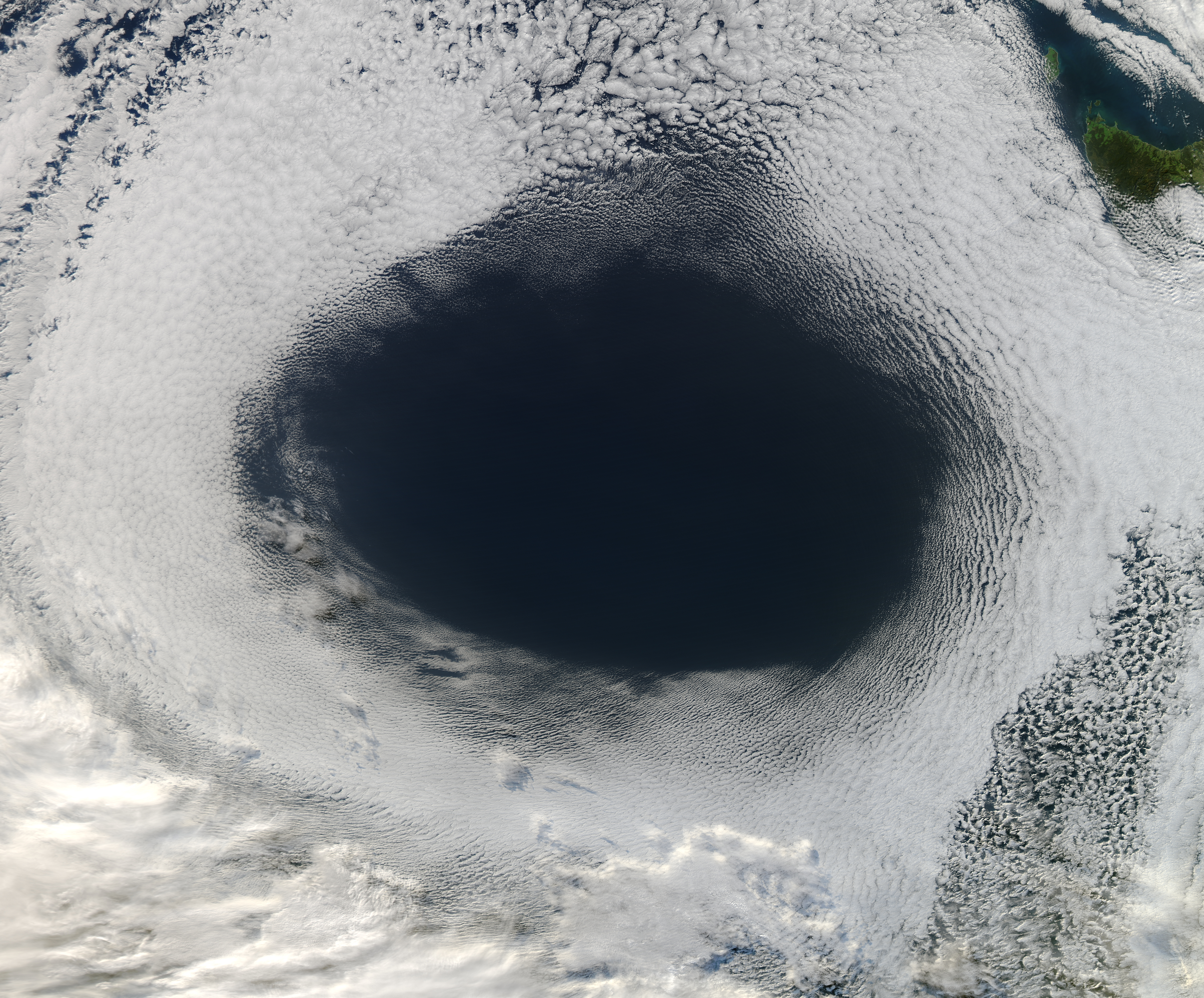
Супутникове зображення, на якому показано зону високого тиску на південь від Австралії, про що свідчить прояснення в хмарах

Область високого тиску — це область поблизу поверхні планети, де атмосферний тиск перевищує тиск у навколишніх областях. Максимальні значення тиску зумовлені метеорологічними особливостями, які є результатом взаємодії між різними повітряними масами атмосферної циркуляції цілої планети.
На Землі існує тропічні та полярні зони високого тиску. Область високого тиску впливає на формування клімату: через безхмарну погоду поверхня в районі високого тиску сильно нагрівається влітку та сильно охолоджується взимку.
У зонах високого тиску вітри дують з місця, де тиск найвищий, у центрі області, до периферії, де тиск нижчий. Напрямок вітру від центру назовні відхилюється через силу Коріоліса.

## Характеристика
Області високого тиску розташовані на земної поверхні існують різного рівня: широтні (пояси атмосферного тиску) та локальні (антициклони). На Землі є два пояси високого тиску на тропічних широтах та два пояси високого тиску на полярних широтах. Області високого тиску також називають антициклонами. Термін антициклон, який позначає тип погоди навколо зони високого тиску, був введений у 1877 році Френсісом Гальтоном.
Області високого тиску утворюються внаслідок низхідного руху повітря з верхніх шарів тропосфери, яке в районі поверхні в області з високим тиском розтікається від центру назовні. В наслідок сили Коріоліса, яка надана обертанням Землі циркуляції повітря, напрямок вітру навколо області високого атмосферного тиску обертаються за годинниковою стрілкою в північній півкулі та проти годинникової стрілки в південній.

Системи високого тиску в помірних широтах приносять спекотну безхмарну та суху погоду влітку, коли кількість тепла, отриманого від Сонця вдень, перевищує втрату з поверхні вночі, і холодну безхмарну погоду взимку, коли кількість тепла, втраченого вночі, перевищує отриману протягом денний час. У Південній півкулі результат подібний. Австралія та південна частина Південної Америки одержують спекотну суху літню погоду від субтропічних широт та прохолоднішу вологу зимову погоду, коли холодні фронти надходять із південних океанів.

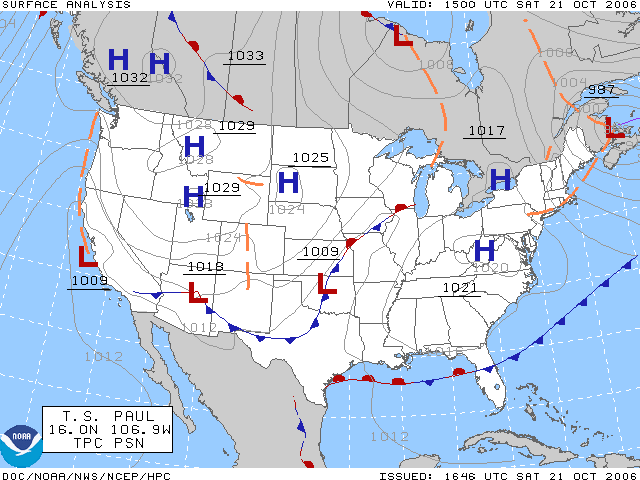
Аналіз погоди у Сполучених Штатах Америки 21 жовтня 2006 року. Зони високого тиску позначені літерою Н.

Переважні області в межах синоптичної картини потоку повітря на вищих рівнях тропосфери знаходяться під західним поясом низького тиску. На погодних картах ці зони показують конвергентні вітри (ізолінії), також відомі як зони конвергенції, поблизу або вище рівня нерозходження, який знаходиться біля поверхні тиску 500 гПа приблизно всередині тропосфери. На синоптичних картах центри високого тиску позначаються літерою H. На картах погоди іншими мовами можуть використовуватися інші літери або символи.

## Типові умови

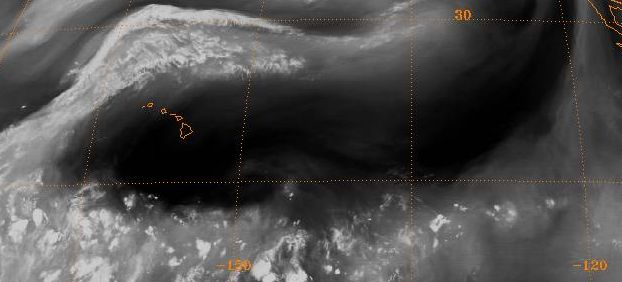
На супутниковому знімку з водяною парою, зробленому у вересні 2000 року, субтропічний хребет видно як велику чорну область (сухість).

Високі тиски часто пов'язані з вітрами на поверхні, що виникли в наслідок опусканням в нижню частину тропосфери повітря з верхньої. Ці повітряні маси рухалися з сусідніх поясів, в яких опади висушили повітря. В районі високого тиску шляхом адіабатичного або компресійного нагрівання формуються сухі погодні умову, тому зона високого тиску має ясне небо.  Влітку, протягом дня, оскільки немає хмар, які б відбивали сонячне світло, надходить більше короткохвильової сонячної радіації, і температура підвищується, а вночі відсутність хмар означає, що вихідне довгохвильове випромінювання (тобто теплова енергія від поверхні) швидко повертається, тобто поверхня остигає. Але при коротких літніх ночах, це не вагоме. Тривала суха погода з  нерухомим повітрям та велика кількість забруднюючих речовин з міських або сільських джерел, є ідеальними умовами для утворення імли в тропічних широтах  Біля узбережжя океану, через неможливість підняття доверху вологого повітря, створюються умови насиченого повітря та створення ранкового туману.
Потужні, вертикальні системи високого тиску, що рухаються від високих широт до помірних широт у північній півкулі, пов’язані з континентальними арктичними повітряними масами.  Коли арктичне повітря рухається над незамерзлим океаном, повітряна маса сильно змінюється над теплішою водою і набуває характеру морської повітряної маси, що зменшує показники високого тиску, й можуть розвинутися полярні депресії.  Проте теплі та вологі повітряні маси, які рухаються до полюса від помірних широт, змінюються повільніше, ніж арктичні повітряні маси.

## У кліматології

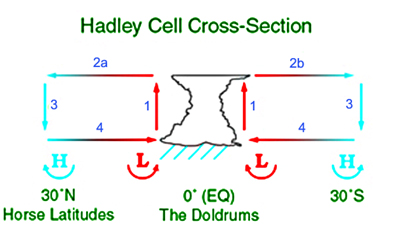
Область Хедлі переносить тепло і вологу з тропіків до північних і південних середніх широт.

Кінські широти, або тропічна зона,  розташовані приблизно на 30-й паралелі, є джерелом теплих областей високого тиску. Коли гаряче повітря на екваторіальних широтах піднімається, воно охолоджується та втрачає вологу через рясні щоденні дощі; потім воно транспортується до тропічних широт, де опускається, створюючи зону високого тиску.  Ця частина циркуляції Гедлі відома як зона субтропічного високого тиску або субтропічний максимум. Він змінює розташування в залежності від сезону: піднімаючись на північ (на південь у південній півкулі) навесні та відступаючи на південь (на північ у південній півкулі) восени.  Субтропічний максимум — це тепла зона високого тиску, яка впливає на формування пустельних територій світу.
Деякі кліматологічні зони високого тиску отримують регіональні назви. Так на азійській частині Євразії формується Азійський антициклон, що часто може залишатися квазістаціонарним протягом півтора місяця у зимовий період, що робить його унікальним у цьому плані, тому що його аналог у Північній Америці менш тривалий. Біля західних берегів Африки над Атлантичним океаном утворюється Азорський антициклон, який приносить спеку влітку в Західну Європу.  Уздовж його південної периферії циркуляція за годинниковою стрілкою часто утворюються тропічні хвилі та тропічні циклони, які рухаються на захід  через океан до суші під час сезону атлантичних ураганів.
Найвищий барометричний тиск, зареєстрований на Землі, становив 1 085,7 гектопаскаля (32,06 дюйм рт. ст.) виміряний в Булнай, Монголія, 19 грудня 2001 року.
Особливо спекотне літо, як-от 2003 року, коли субтропічний хребет розширився більше, ніж зазвичай, може принести хвилі спеки аж  до Скандинавії — і навпаки, тоді як у Європі була рекордна літня спека 2003 року через особливо сильний субтропічний хребет, у Північній Америці тиск був надзвичайно низьким, а температура на всьому континенті тієї весни та літа була низькою та значно нижчою за норму.

## Вітер
Вітер дме з областей високого тиску в області низького тиску.  Це пов'язано з різницею густини між двома повітряними масами. Оскільки сильніші системи високого тиску містять більш прохолодне або сухе повітря, то така повітряна маса більш щільна і тече до теплих або вологих областей по низу, формуючи холодний фронт. Чим більша різниця тиску або градієнт тиску між повітряною масою високого тиску та повітрям низького тиску, тим сильніший формується вітер. Сила Коріоліса, спричинена обертанням Землі, є причиною того, що вітри в системах високого тиску обертаються за годинниковою стрілкою в північній півкулі (оскільки вітер рухається назовні та відхиляється прямо від центру високого тиску) і проти годинникової стрілки в південній півкулі (оскільки вітер рухається назовні та відхиляється вліво від центру високого тиску). Тертя з землею уповільнює потік вітру, який починається з центру зони високого тиску, це призводить до створення «фактичного вітру» або «справжнього вітру», що має поправки до геострофічного вітру, який паралельний ізобарам.